# Bulbophyllum kusaiense
Bulbophyllum kusaiense är en orkidéart som beskrevs av Takasi Tuyama. Bulbophyllum kusaiense ingår i släktet Bulbophyllum och familjen orkidéer. Inga underarter finns listade i Catalogue of Life.